# Барбер (тауншип, Миннесота)
Барбер (англ. Barber) — тауншип в округе Фэрибо, Миннесота, США. На 2000 год его население составило 278 человек.

## География
По данным Бюро переписи населения США площадь тауншипа составляет 93,3 км², из которых 93,3 км² занимает суша, водоёмов нет.

## Демография
По данным переписи населения 2000 года здесь находились 278 человек, 101 домохозяйство и 91 семья.  Плотность населения —  3,0 чел./км².  На территории тауншипа расположено 106 построек со средней плотностью 1,1 построек на один квадратный километр. Расовый состав населения: 97,48 % белых, 0,36 % азиатов, 1,80 % — других рас США и 0,36 % приходится на две или более других рас. Испанцы или латиноамериканцы любой расы составляли 1,80 % от популяции тауншипа.
Из 101 домохозяйств в 32,7 % воспитывались дети до 18 лет, в 86,1 % проживали супружеские пары, в 3,0 % проживали незамужние женщины и в 9,9 % домохозяйств проживали несемейные люди. 8,9 % домохозяйств состояли из одного человека, при том 6,9 % из — одиноких пожилых людей старше 65 лет. Средний размер домохозяйства — 2,75, а семьи — 2,91 человека.
26,6 % населения — младше 18 лет, 2,9 % — в возрасте от 18 до 24 лет, 23,7 % — от 25 до 44, 29,1 % — от 45 до 64, и 17,6 % — старше 65 лет. Средний возраст — 43 года. На каждые 100 женщин приходилось 94,4 мужчин.  На каждые 100 женщин старше 18 приходилось 104,0 мужчин.
Средний годовой доход домохозяйства составлял 37 500 долларов, а средний годовой доход семьи —  37 813 долларов. Средний доход мужчин —  25 000  долларов, в то время как у женщин — 19 167. Доход на душу населения составил 14 399 долларов. За чертой бедности не находилась ни одна семья и 0,7 % всего населения тауншипа, из которых 3,8 % старше 65 лет.